# Mampituba
Mampituba est une ville brésilienne de la mésorégion métropolitaine de Porto Alegre, capitale de l'État du Rio Grande do Sul, faisant partie de la microrégion d'Osório et située à 204 km au nord-est de Porto Alegre. Elle se situe à une latitude de 29° 12′ 42″ sud et à une longitude de 49° 56′ 08″ ouest, à 26 m d'altitude. Sa population était estimée à 2 926 en 2007, pour une superficie de 572 km2. L'accès s'y fait par la RS-494.
La commune, le long du rio Mampituba, fait limite de par ce dernier avec l'État voisin de Santa Catarina et les montagnes de la Serra Geral.
La population, à l'origine acorienne, s'est enrichie d'immigrants allemands et italiens.
L'économie de la municipalité se fait essentiellement autour de la production de riz, de bananes, de tabac, de canne à sucre, de la production fruitière, de l'élevage et de l'extraction de grès.

## Villes voisines
- Torres
- Morrinhos do Sul
- Praia Grande, dans l'État de Santa Catarina
- São João do Sul, dans l'État de Santa Catarina